# Belverne
Belverne település Franciaországban, Haute-Saône megyében. Lakosainak száma 135 fő (2022. január 1.). Belverne Clairegoutte, Champey, Courmont, Étobon, Lomont és Luze községekkel határos.

## Népesség
A település népességének változása:
| Lakosok száma | 131  | 142  | 144  | 148  | 145  | 147  | 149  | 145  | 140  | 135  |
|               | 2010 | 2013 | 2015 | 2016 | 2017 | 2018 | 2019 | 2020 | 2021 | 2022 |